# Teixit Navajo
El teixit navajo, com el seu nom indica, és un art procedent de la tribu Navajo. Una tècnica desenvolupada per un poble indígena del centre de les Amèriques entre Nou Mèxic i el sud de Utah.
Són teixits que es van comercialitzar en total la part del sud-oest del continent americà i a causa de la seva singularitat, es van convertir en possessions molt preciades per a líders tribals de les planures i altiplans d'Amèrica del Nord. Un art que s'està reivindicant avui dia, pel fet que són peces úniques que només els Navajo poden crear. Aquestes peces extravagants deixen entreveure reflexos de l'entorn, idees i significats espirituals i patrons que s'han anat heretant.

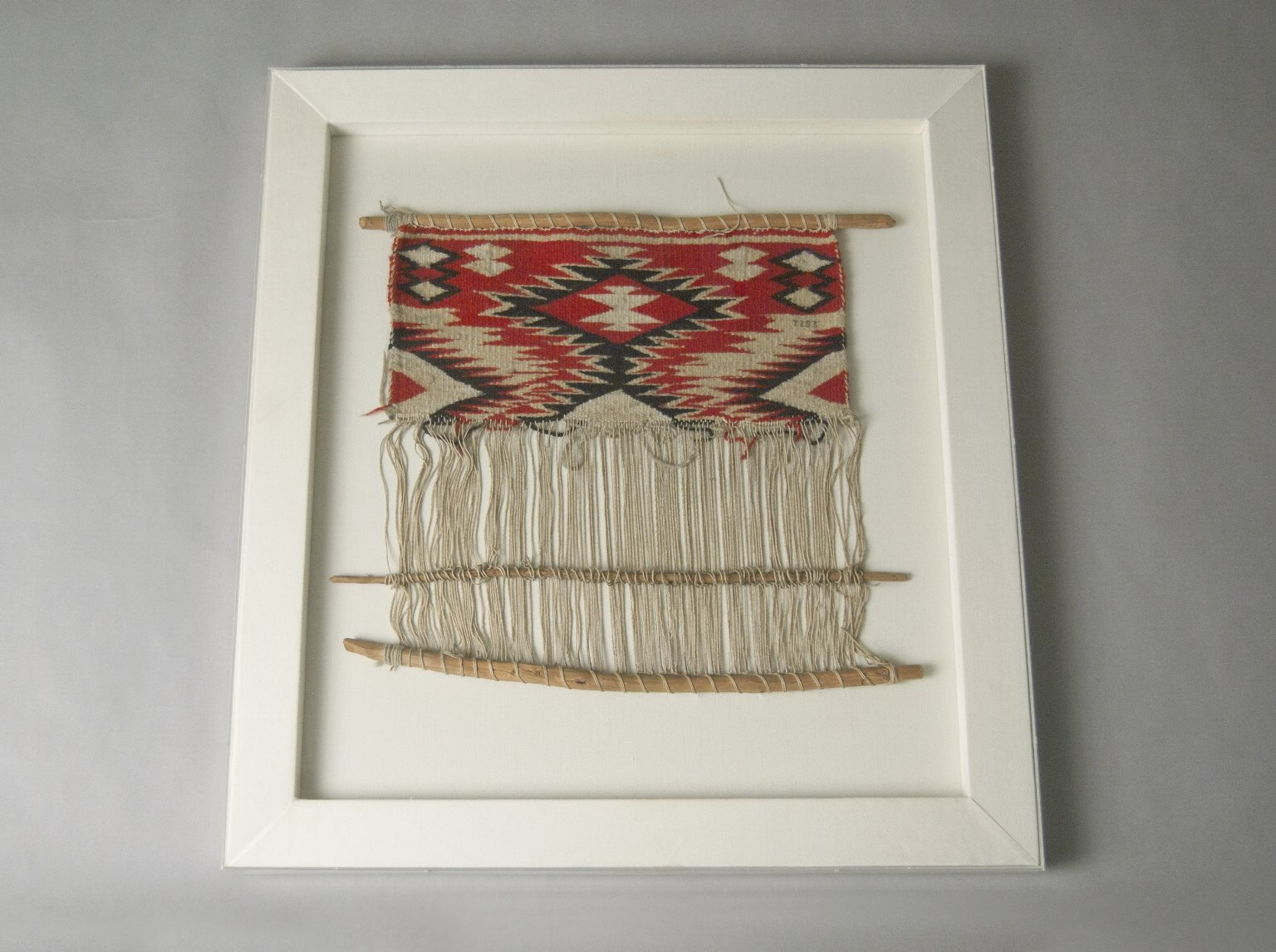
Model de teler, finals del segle XIX (Brooklyn Museum)

## Context
Per a poder parlar d'aquest art, hem d'entendre que forma part d'un context en què l'opressió va ser la clau en el desenvolupament d'aquest art, i així doncs una manera de refugiar-se. És important nomenar un esdeveniment clau, com va ser el camp d'internació de la tribu Navajo sota el poder dels europeus en les Amèriques en el conegut com Bosque Redondo.
Davant del Tractat de Guadalupe Hidalgo de 1848, l'acord final de la guerra Mèxic-Americana, Mèxic va cedir els seus territoris, on tot ciutadà que viva en terres mexicanes passaven a ser ciutadans de EE.UU.. És per això que la tribu Navajo només podia tenir dues posicion davant d'aquest conflicte, cedir i ser esclau sota la tutela dels europeus o lluitar per a no perdre el seu territori i cultura. La tribu Navajo, no era el cas d'una societat massa guerrera i es centraven més en l’agricultura i ramaderia, sent així una grup de persones sedentaries. Tot i això van lluitar perquè no sel’s hi treiessin les seves arrels ja que els europeus van imposar el cristianisme com a religió i les costums europees. 
El Bosc Rodon va ser una zona que va permetre mantenir la tribu com esclaus per aductrinar-los i que quedessin en submissió. Unes terres on no eren aptes per a l'agricultura així que els presoners van passar una època de fam, malalties i milers de morts, unes terres amb unes condicions inhumanes que posaven en risc milers de vides en un camp d'internament sens fi.

## Bosc Redondo
Cal esmentar el paper del general William T. Sherman i Samuel F. Tappan i el cap Barboncito, ja que van ser els encarregats de dialogar amb els líders Navajo com va ser el cas de Pete Price i arribar a un acord per a millorar les condicions del camp d'internament que no permetia la supervivència de la tribu.
Una terra que no estava preparada pel conreu, o la ramaderia com podia ser la cria d'ovelles. És per això que els Navajo no podien exercir feines com a esclaus i això feia que la supervivència dia a dia fos molt més complicada. Van ser-hi més de dos mil internats i que un de cada quatre va morir en el Bosc Redondo, una extinció de tribu bastant notòria.
Els Navajo van lluitar per tornar a les seves terres i tot i intentar negociar, no es va aconseguir fins al Tractat de 1868. L'1 de juny d'aquell mateix any finalment van aconseguir pactar i signar el tractat amb els Estats Units.

## Galeria

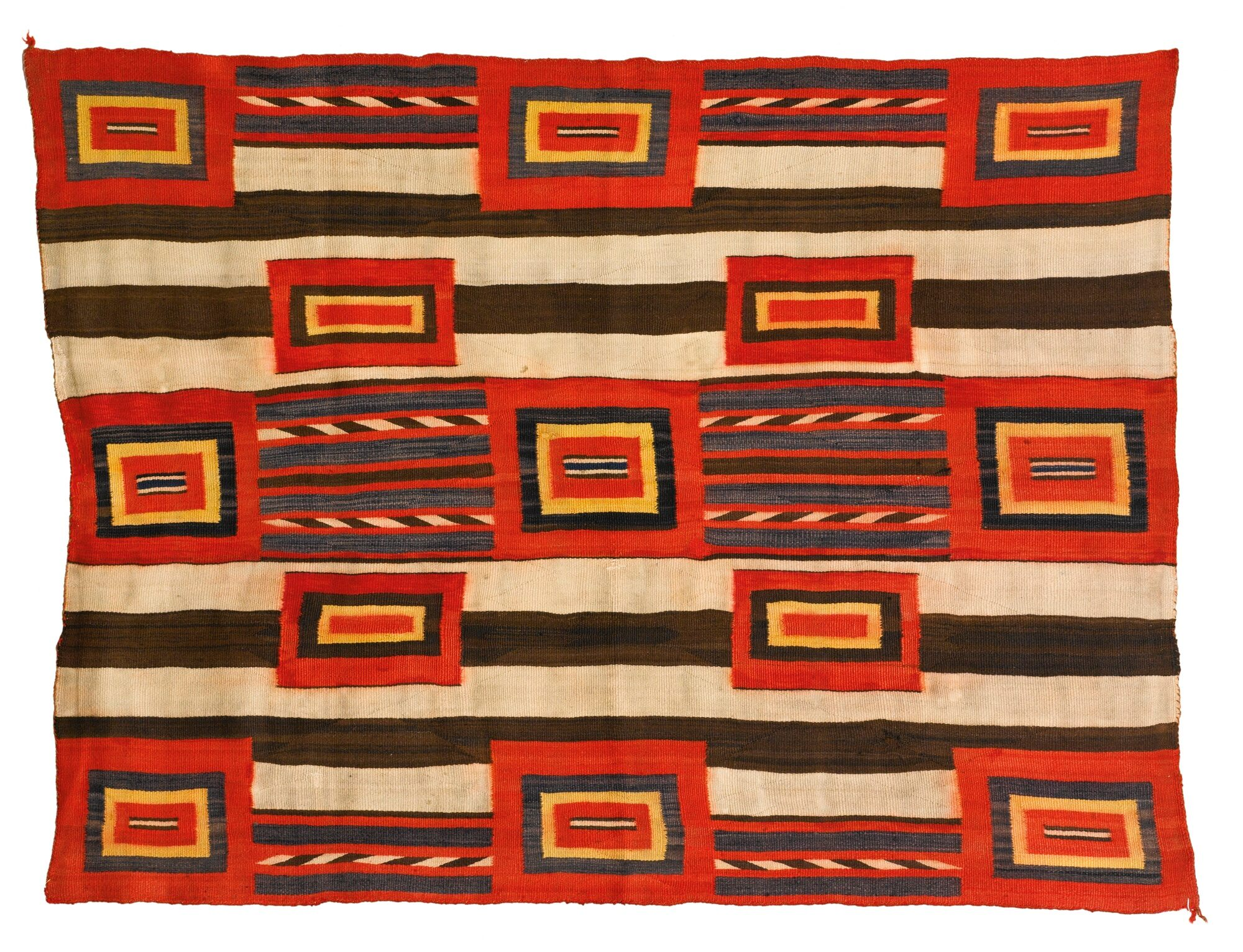
Manta de cap Navajo (quarta fase)
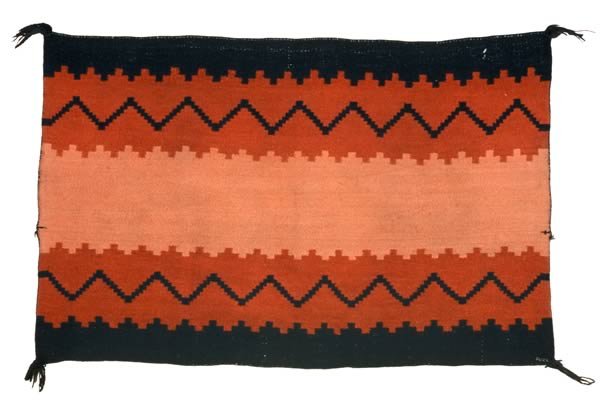
Manta per a una dona, vers 1865
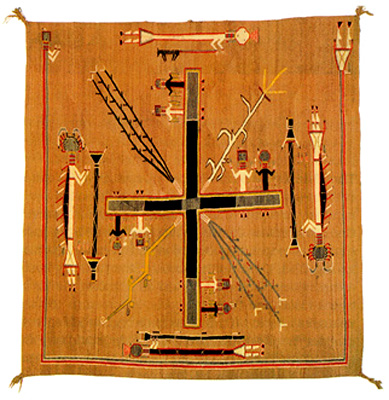
Klah rug
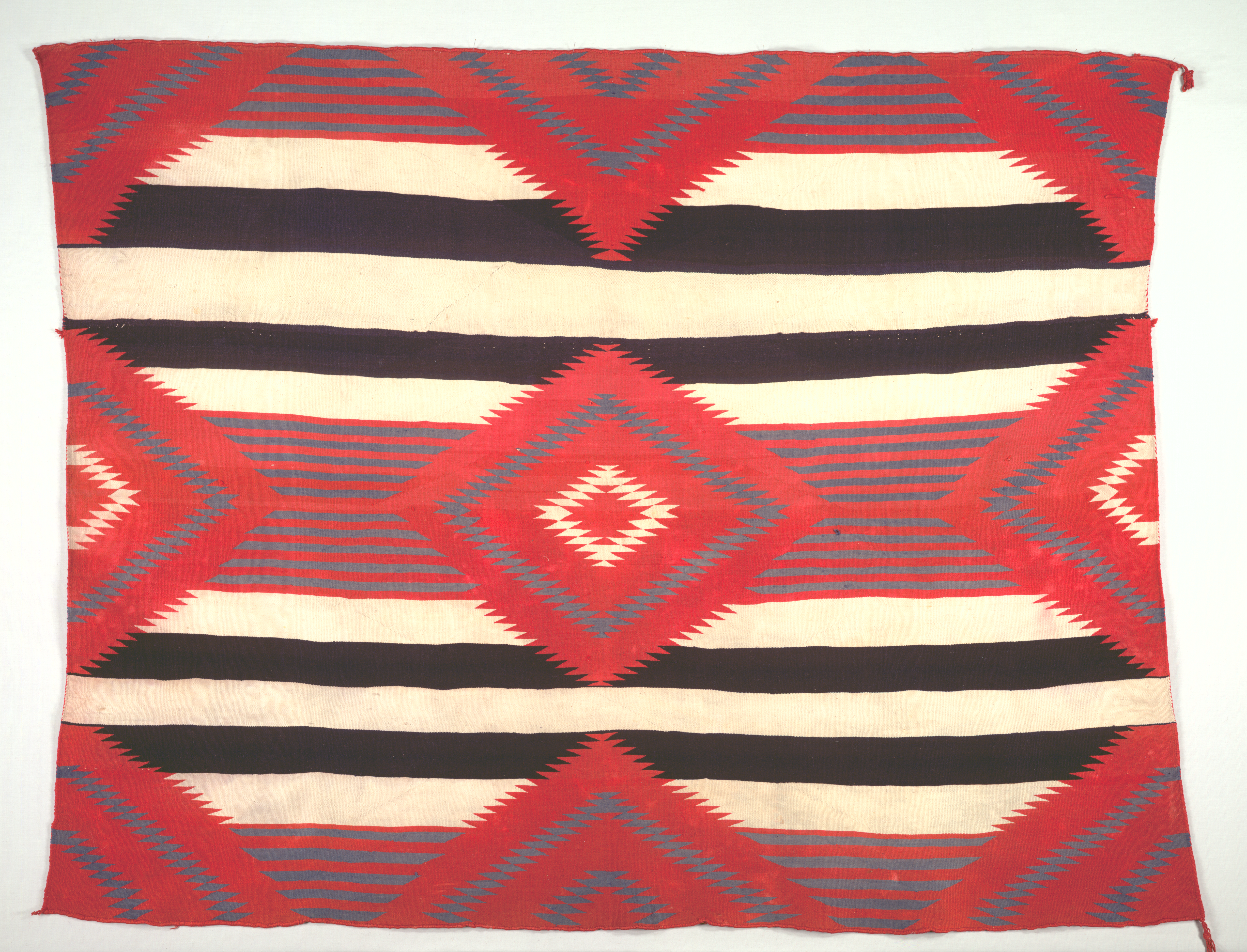
Manta de cap Navajo, estil tercera fase, Cleveland Museum of Art
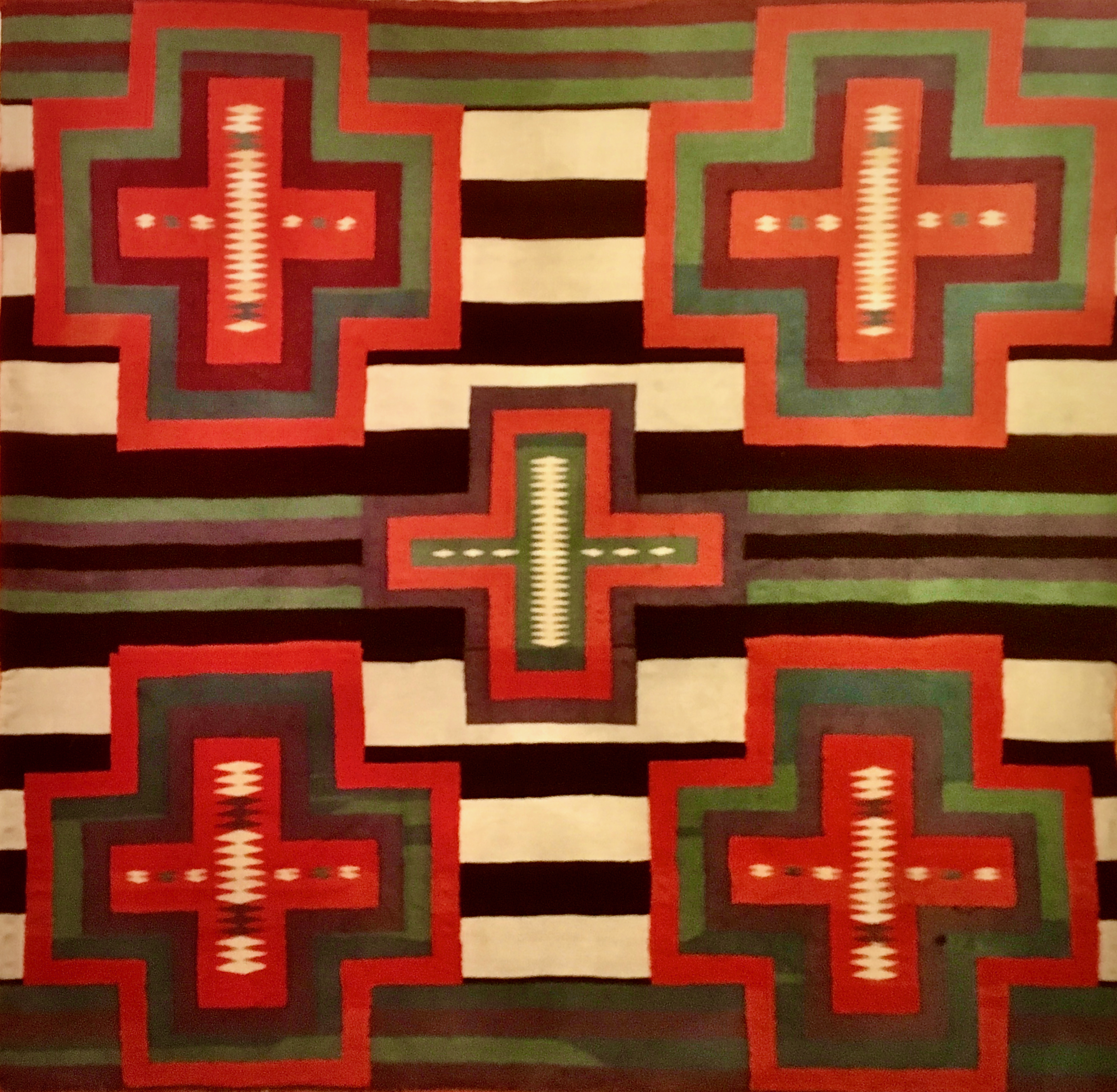
Teixit Navajo estil tercera fase, 1890-95, Millicent Rogers Museum
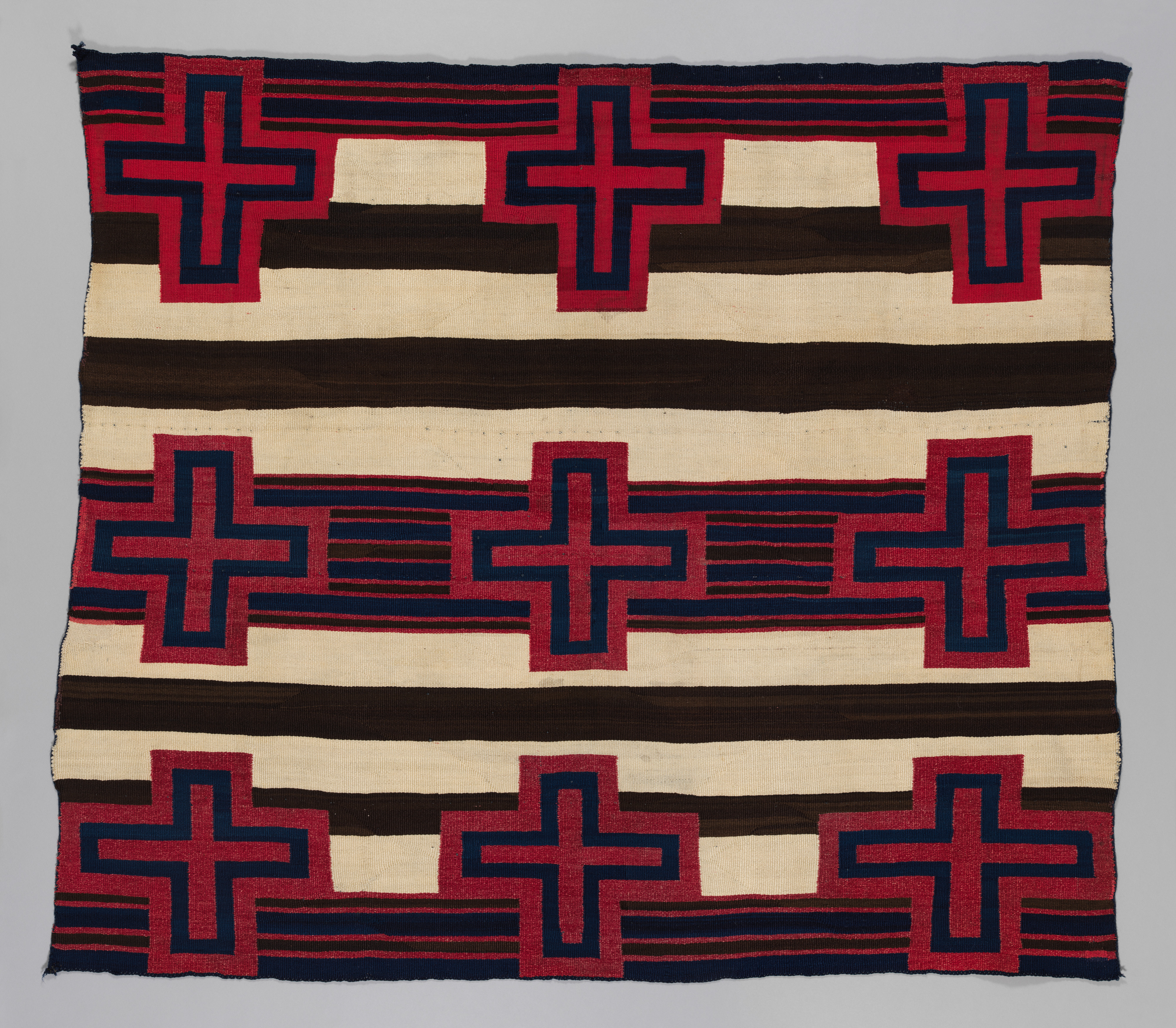
Manta d'un cap, Metropolitan Museum
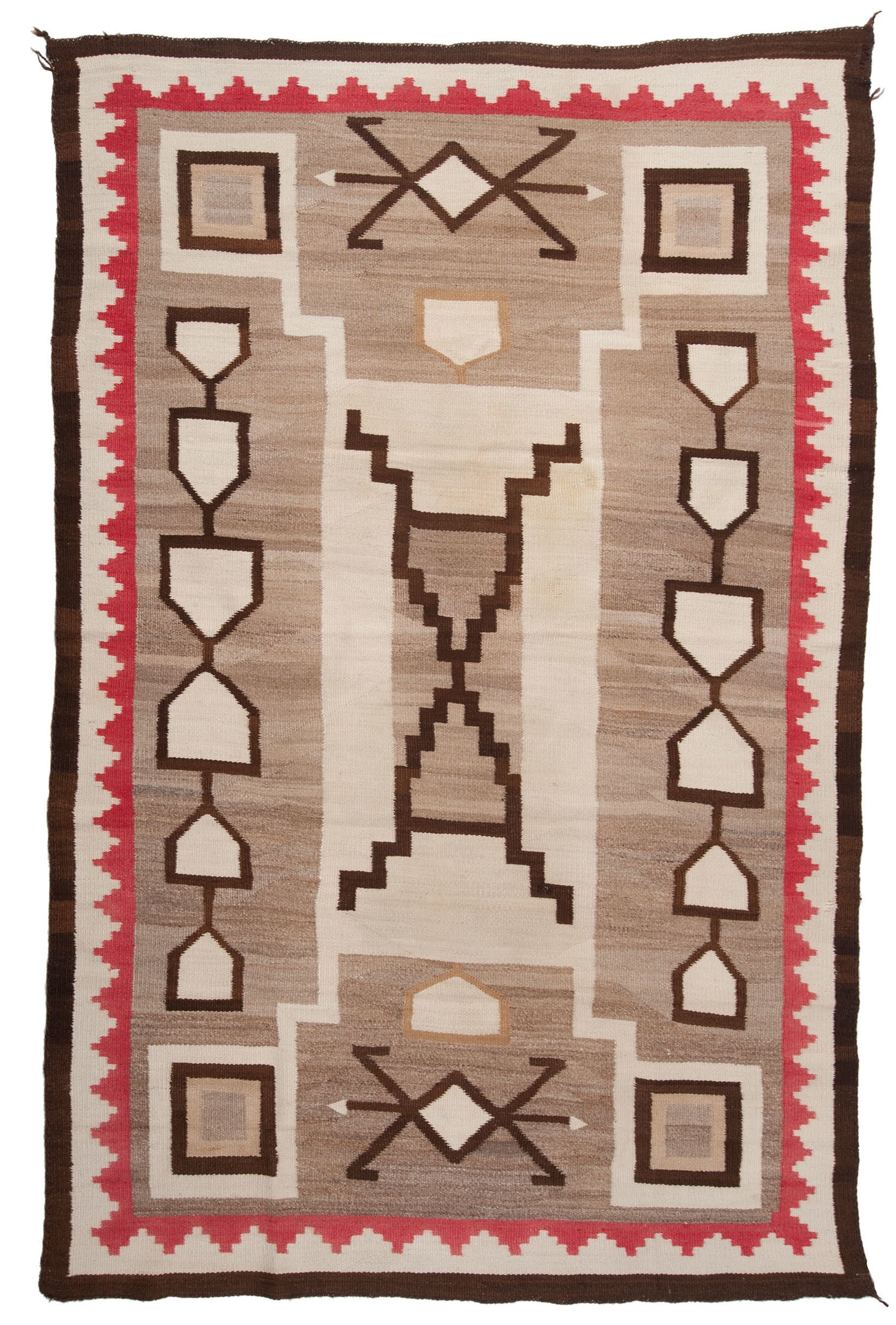
Navajo Storm Rug
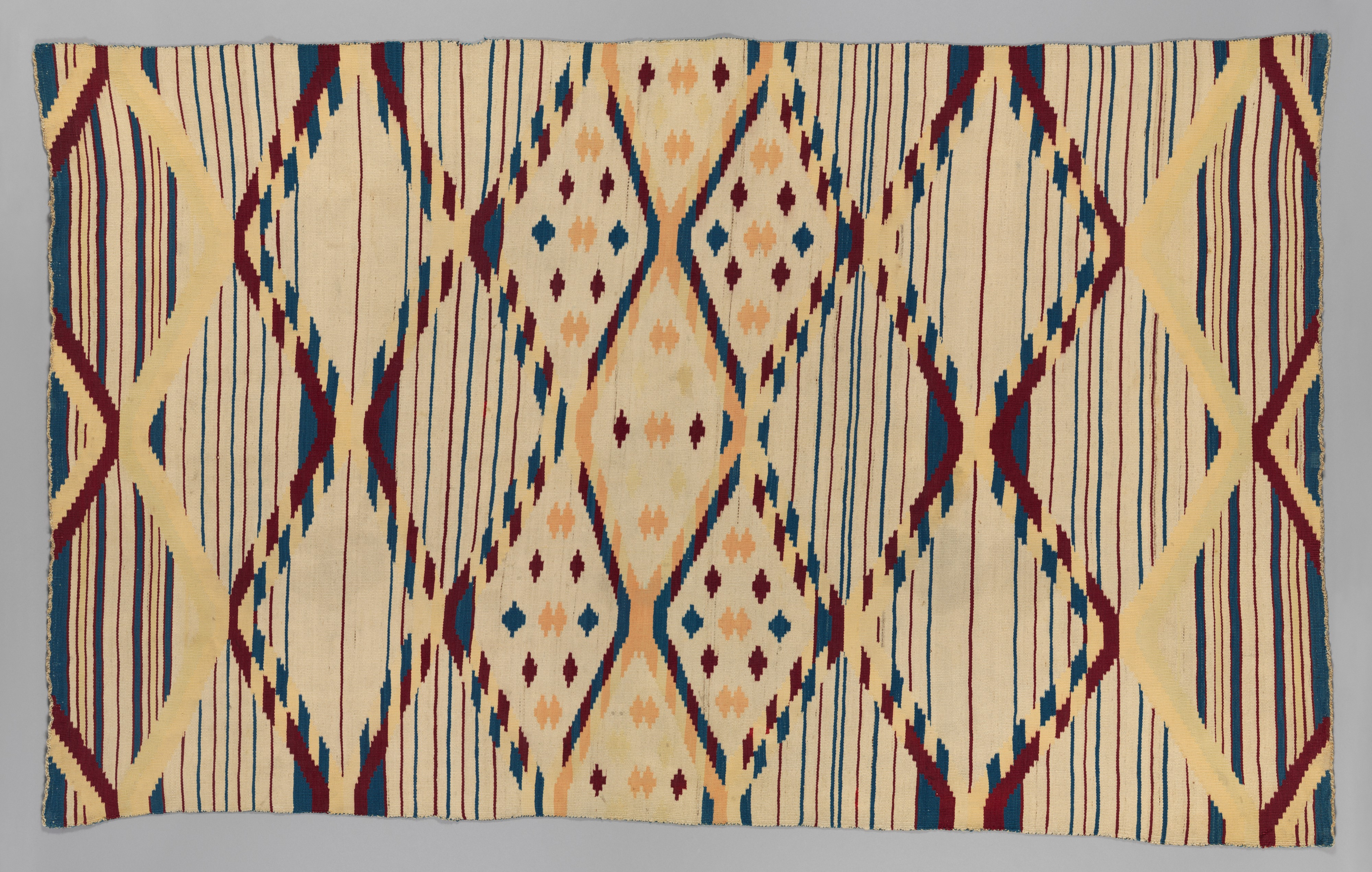
Serape, Metropolitan Museum
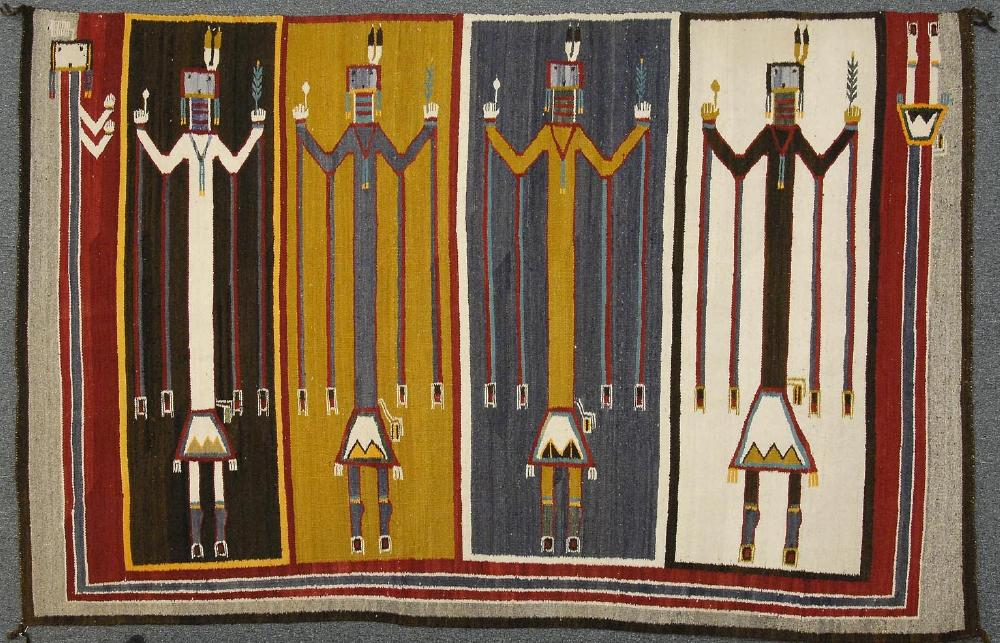
Ye'ii tapestry, Navajo, c. 1920–1930, McNay Art Museum
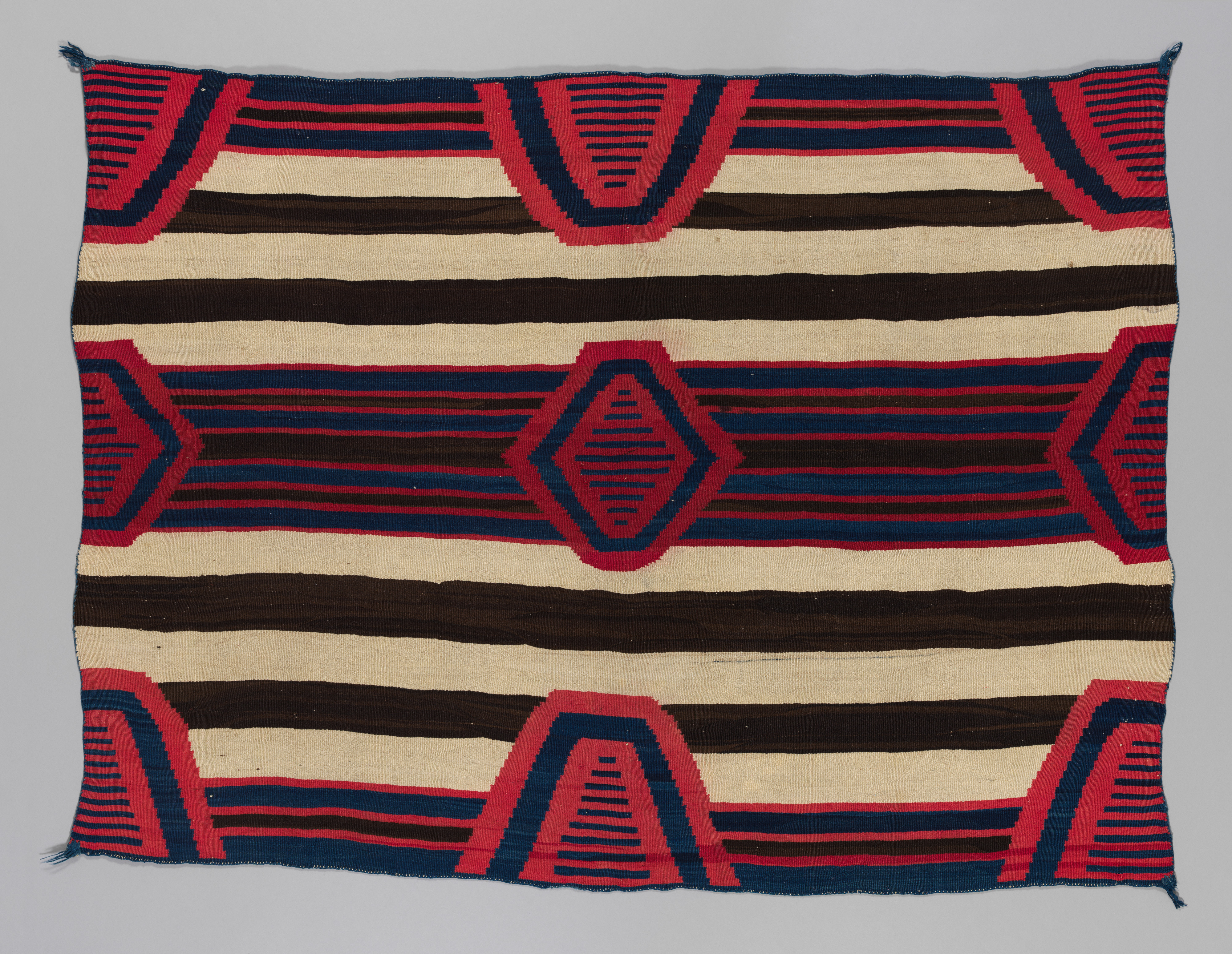
Chief's blanket, Metropolitan Museum
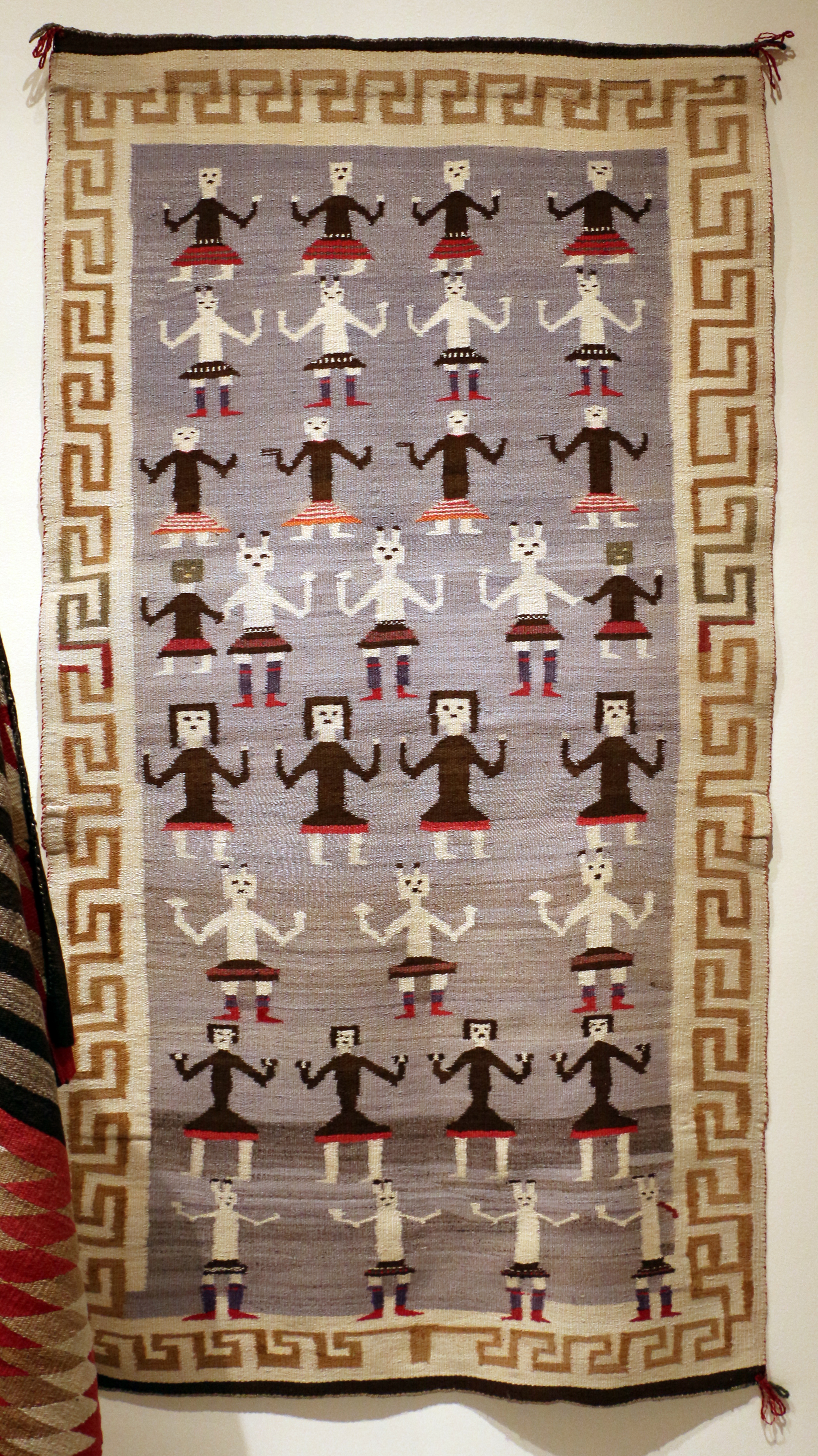
Navajo, drappo, c.1900-20, Eiteljorg Museum

## Cultura i art
La tribu Navajo és un dels exemples de com una cultura basada en unes tradicions, creences i valors propis són més forts davant de tragèdies que sobreviuen tot i que hi hagi una opressió pel simple fet que la cultura es troba en la gent que la practica i no en un lloc. És per això que encara existeix tot i ser una minoria de la població. L'art és un dels reflexes d'aquesta, que és impossible de deslligar i molt menys de fer-la desaparèixer. 
Com cultura i art formen part d'una mateixa lluita per preservar tota la memòria d'una història, per intentar congelar el temps i convertir-ho en un fet atemporal parlem d'un art practicat per la tribu com a destacable en la forma de vida del Navajo i com a tradició o costum.

## Art tèxtil Navajo
Aquesta pràctica porta més de docent anys com a manera de materialitzar i convertir en art la cultura Navajo. Una tècnica de tapisseria que es basa en llana i plantes per elaborar els tints i els patrons de les mantes , robes o catifes amb disseny unics que expliquen escenes del dia a dia. Figures d'animals bidimensionals, formes que recorden als paisatges, formes seriades que representen moviments, colors que recorden a la terra i amb significats assombrants de les creences de tota una societat.
Tot i que siguin peces d'art úniques i fetes a mà en tota la seva elaboració s'acostuma a englobar entre altres cultures que també es dediquen a la tapisseria i teixit, ja que la part sud d'Amèrica encara a dia d'avui es preserven tribus on la importància de plasmar les costums acostuma a ser a partir d'aquesta basant artística i els teixits Navajo hi formen part.
Dels pocs exemples que podem trobar de patrons de teixits actuals són:
- Patró clàssic tardà. Manta de fil natural feten 1870.
- Patró Germantown. Manta feta amb fils de quatre capes fet en 1860.
- Patró sarpe clàssic tenyit fet del mateix fil que l'anterior però de tres capes creat en 1864.
- Patró sarpe clàssic fet de fil natural tenyit de vermell i creat entre 1850-60.